# Non
Non (čínsky pchin-jinem 'Nen-ťiang', znaky 嫩江, mandžusky Non ula) je řeka v autonomní oblasti Vnitřní Mongolsko a v provinciích Chej-lung-ťiang a Ťi-lin na severovýchodě Číny. Je 1 089 km dlouhá. Povodí má rozlohu 244 000 km².

## Průběh toku
Pramení na svazích pohoří Ilchuri Alin, výraznou část toku teče po rovině Sung-liao v členitém meandrujícím korytě, které se často rozděluje na oddělená ramena a průtoky. Šířka řeky na dolním toku dosahuje 500 až 1000 m. Je to levý největší přítok Sungari (povodí Amuru).

## Vodní stav
Průměrný roční průtok vody na dolním toku je 700 m³/s. V době letních záplav způsobených monzunovými dešťmi se řeka rozšiřuje na 15 až 20 km. Zamrzá v listopadu a rozmrzá v dubnu.

## Využití
Je splavná do města Cicikar a pro lodě s malým ponorem do města Nen-ťiang. Využívá se ke splavování dřeva.